# Attivo, passivo e versatile nel sesso

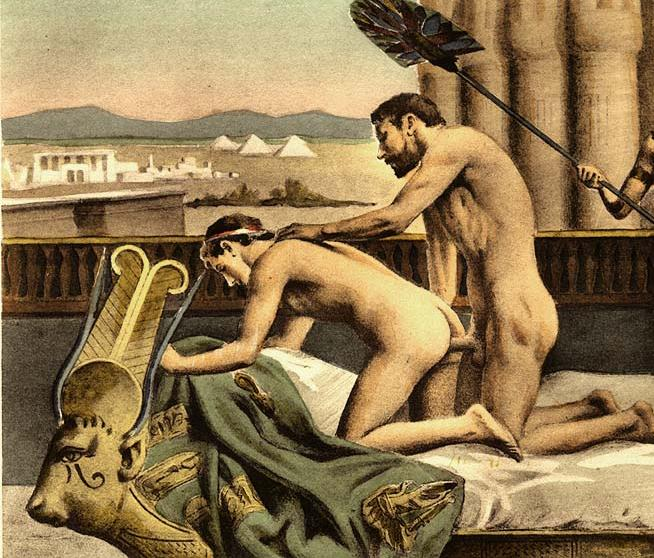
Dettaglio di un dipinto erotico del XIX secolo raffigurante l’amante Adriano nel ruolo attivo penetrare l’amato Antinoo nel ruolo passivo. — Paul Avril

I termini attivo, passivo e versatile nel sesso descrivono i ruoli durante un rapporto sessuale, comunemente inteso tra partner di sesso maschile, ma non solo: questi termini possono essere elementi di auto-identità che indicano di solito la preferenza di un individuo, ma che potrebbero descrivere anche identità psicosessuali più ampie.
Attivo (in inglese top), passivo (bottom) e versatile (switch) sono utilizzati anche nel contesto BDSM per descrivere identità e pratiche: attivo viene così a indicare un partner che stimola l'altro e che può essere o meno dominante. Questi termini, originariamente legati ai rapporti sessuali tra uomini, vengono sempre più usati anche nelle coppie lesbiche ed eterosessuali.

## Terminologia
In inglese il partner attivo è chiamato top, contrapposto al passivo bottom. Entrambe le parole possono esser usate come verbi transitivi. Venivano usati anche i termini dominant o active al posto di top, sebbene ora si preferisca quest'ultimo poiché gli altri possono generare confusione: il rapporto in questione non deve necessariamente far parte di una relazione di dominanza, né il bottom è per forza "inattivo".
Una persona cui piacciono entrambi i ruoli viene chiamata switch o “versatile”, mentre a Singapore il termine usato è flexible.
Negli anime e manga a tema sessuale, soprattutto shōnen'ai e yaoi, il partner attivo è chiamato seme mentre quello passivo uke, termini derivati dal kabuki e dalle arti marziali. Vengono utilizzati anche i termini neko (bottom) e tachi (top).
In alcuni contesti statunitensi i top identificano sé stessi indossando un mazzo di chiavi sul lato sinistro della cintura, o un fazzoletto dal colore codificato nelle tasche posteriori sinistre. Questa pratica, chiamata flagging, cominciò nella cultura gay maschile, ma è quasi del tutto scomparsa. Termini comuni tratti dallo slang di alcune comunità gay includono pitcher (il top), catcher (il bottom) e switch hitter (il versatile).

## Ruoli e posizioni

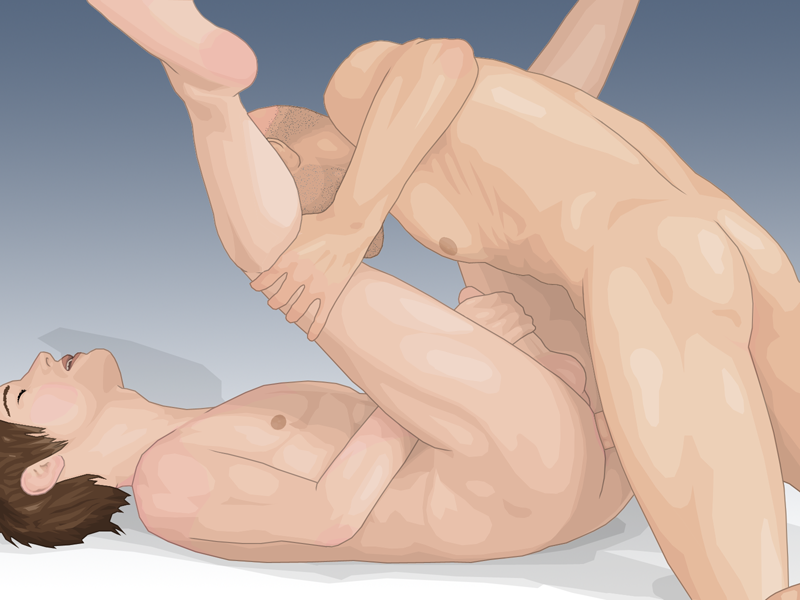
L'uomo a sinistra è passivo, quello a destra attivo

Per quanto riguarda la sessualità tra soli maschi i termini attivo/passivo/versatile si riferiscono specificamente al ruolo penetrativo, indipendentemente dal posizionamento fisico durante l'atto sessuale.
Quando le stesse parole vengono utilizzate in riferimento al sesso lesbico o eterosessuale di solito si riferiscono invece solo alla posizione e non al ruolo assunto. È molto comune cambiare ruolo fra i partner, prestandosi sia al ruolo insertivo sia ricettivo, benché molte persone abbiano una preferenza per l'uno o per l'altro.
I termini sono però molto fraintendibili: spesso la persona ricevente può invece avere un ruolo dominante, può essere colei che fisicamente si muove maggiormente e che compie l'azione; viceversa è possibile essere insertivi rimanendo passivi. Per chiarire quindi la differenza tra ruolo ricevente e ruolo passivo sono stati introdotti e sono consigliati termini più precisi, come "insertivo" per indicare colui che effettua la penetrazione e "ricettivo" per indicare colui che la riceve.

## Attivo
Attivo (top) è il partner che penetra durante il rapporto sessuale sia omosessuale sia eterosessuale, assumendone il ruolo predominante; ma anche nel sesso orale si definisce attivo colui che ha il ruolo insertivo. Può anche descrivere una più ampia gamma identitaria, all'interno ad esempio di una relazione dominazione-sottomissione, ma anche solo romantica, senza quindi sfociare in un'effettiva relazione sessuale.
Trevor Hart dei Centers for Disease Control and Prevention in una pubblicazione del 2003 nella rivista scientifica Journal of Sex Research constatò che effettivamente chi aveva un'auto-identificazione come "attivo" era molto più propenso ad agire anche come partner penetrativo; lo stesso studio ha anche riscontrato una maggiore probabilità che egli agisca come partner penetrativo anche in altre attività sessuali, quali il sesso orale o con l'utilizzo di giocattoli sessuali.

## Passivo
La controparte è il ruolo passivo, quello del partner ricettivo durante il rapporto sessuale (bottom). Per quanto riguarda la sessualità maschile gay questo significa di solito la penetrazione durante il sesso anale Il termine può descrivere anche un contesto sociale più ampio all'interno di una relazione non necessariamente sessuale, anche se ciò non si applica come regola fissa a tutti coloro che preferiscono definirsi passivi.
Un passivo versatile è colui che, seppur mantenendo una preferenza nei confronti del ruolo sessuale passivo, a volte assume anche quello attivo. Il partner ricettivo nella sessualità orale è colui che fornisce una fellatio al partner.

## Versatile
Il versatile (switch) è colui che senza una netta preferenza, può prestarsi al ruolo di partner sia attivo che passivo, (o all'interno del BDSM, dove viene spesso usato il termine switch, né nettamente dominante né prettamente sottomesso) e può quindi alternarsi nelle varie situazioni. Comunemente il versatile descrive il passaggio da attivo a passivo nel corso di un incontro sessuale tra uomini, in cui entrambi i partecipanti penetrano e vengono penetrati.
La versatilità è un concetto divenuto anche uno stile di vita. Nelle grandi città degli Stati Uniti, gli uomini gay si considerano per la maggior parte dei casi versatili, non solo nel ruolo eminentemente sessuale da assumere, ma anche nella scelta degli atti particolari, (come ad esempio il sesso anale e orale o nella masturbazione reciproca). La versatilità comprende anche la suddivisione dei compiti e delle responsabilità all'interno di una relazione.
Secondo alcuni soggetti coinvolti, il vivere uno stile di vita versatile implica anche una certa apertura verso cose nuove e a un'opposizione a tutte le facili etichettature, stereotipi e generalizzazioni. Pertanto questo concetto si differenzia marcatamente dalla comune relazione eterosessuale, in cui la compatibilità sessuale è data in larga misura proprio dalla distinzione tra maschile-attivo e femminile-passivo.
Uno studio austriaco del 2009 sulla pornografia gay, ha dimostrato che almeno l'82,4% di tutti gli uomini impegnati nell'industria del porno sono versatili in un qualche momento della loro carriera: considerate le prestazioni di 5.556 attori, solo il 10,8% era esclusivamente attivo, mentre il 6,8% era esclusivamente passivo. La ricerca ha anche concluso che l'attore col pene più grande aveva più probabilità di agire in un ruolo attivo.
La versatilità è infine un tema comune dell'arte erotica di Tom of Finland.

## Side
Con il termine side si descrive una persona che non pratica sesso anale e/o vaginale e che perciò non si identifica con i termini attivo/top, passivo/bottom o versatile.
In riferimento alla persone non eterosessuali, questo termine viene utilizzato dalla letteratura statunitense per indicare un'alternativa alla comune classificazione binaria, che suddivide il ruolo delle persone in attivo e passivo (o entrambi). In questa accezione side indica la non affinità a tali classificazioni binarie.